# Chiesa di San Pietro di Sassa
La chiesa di San Pietro di Sassa è una chiesa scomparsa dell'Aquila, situata nel quarto di San Giovanni.
Dovette la sua realizzazione agli abitanti del castello di Sassa, che contribuirono così alla fondazione della città nel XIII secolo. Danneggiata in seguito al terremoto dell'Aquila del 1703, non fu più ricostruita e, tra il 1709 e il 2008, il suo titolo è stato attribuito alla vicina chiesa di San Quinziano.

## Storia
Una primitiva chiesa di San Pietro di Sassa, risalente alla prima metà del XIII secolo era situata direttamente sulla piazza del Duomo ed in quella posizione è rappresentata anche nella Pianta dell'Aquila di Girolamo Pico Fonticulano. Successivamente, la chiesa venne costruita all'interno del locale di riferimento, al confine tra i quarti di San Pietro e San Giovanni, di fronte l'attuale chiesa dell'Addolorata, dove oggi rimangono alcuni resti (una muratura basamentale ed una finestra ogivale).
Si trattava presumibilmente di un edificio di primaria importanza, dotato peraltro di un campanile «tra i più alti della città», come riportato dal Colapietra. Forse anche per la sua significante struttura, la chiesa non resse le scosse del terremoto dell'Aquila del 1703, rimanendo completamente distrutta dal sisma, fatta eccezione per la cella campanaria. La comunità decise di non ricostruire l'edificio e nel 1709 il titolo di San Pietro di Sassa passò alla vicina chiesa di San Quinziano, i cui lavori di ristrutturazione cominciarono l'anno successivo. Le due parrocchie si fusero definitivamente nel 1721.